# SS El Faro
El SS El Faro fue un buque de carga con bandera de los Estados Unidos, de tipo Ro-Ro y lift-on/lift-off, tripulado por marineros mercantes estadounidenses. Construido en 1975 por Sun Shipbuilding & Drydock Co. como Puerto Rico, el buque pasó a llamarse Northern Lights en 1991 y, finalmente, El Faro en 2006. Se perdió en el mar con toda su tripulación de 33 personas el 1 de octubre de 2015, después de entrar en la pared del ojo del huracán Joaquín.

## Hundimiento

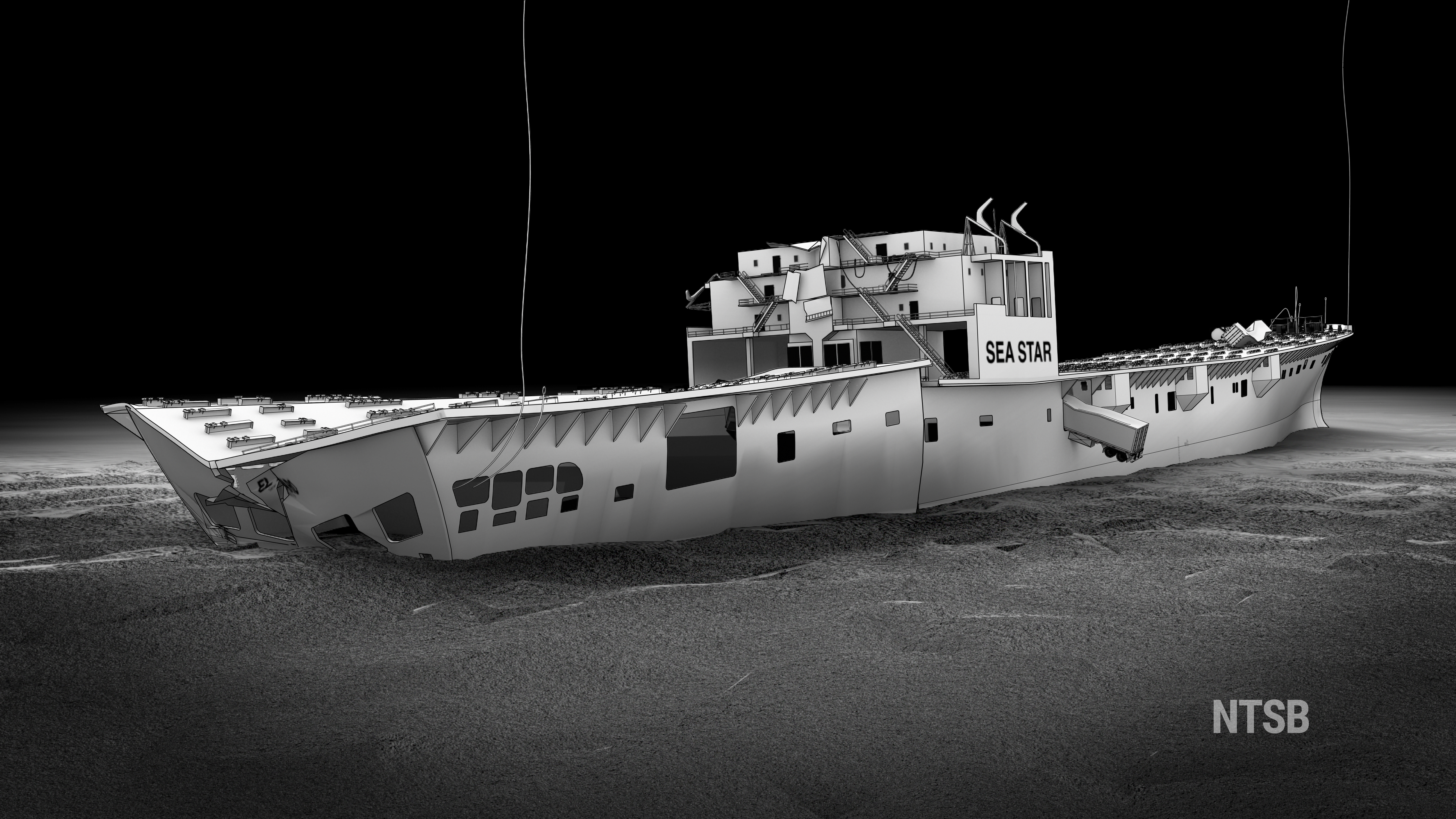
Un modelo de la NTSB del pecio de El Faro en el fondo del mar.

El Faro partió de Jacksonville, Florida, bajo el mando del capitán Michael Davidson, con destino a San Juan, Puerto Rico, a las 8:10 p. m. EST el 29 de septiembre de 2015, cuando la entonces tormenta tropical Joaquín se encontraba a varios cientos de millas al este. Dos días después, después de que Joaquín se convirtiera en un huracán de categoría 4, el barco probablemente encontró olas de 20 a 40 pies (6 a 12 m) y vientos de más de 80 nudos (150 km/h; 92 mph) mientras navegaba cerca del ojo de la tormenta. Alrededor de las 7:30 a. m. del 1 de octubre, el barco había hecho agua y se inclinaba 15 grados. Sin embargo, el último informe del capitán indicó que la tripulación había contenido la inundación. Poco después de eso, El Faro cesó todas las comunicaciones con la costa.
El 2 de octubre, el barco de 40 años de antigüedad fue declarado desaparecido. La Guardia Costera de los Estados Unidos lanzó una extensa operación de búsqueda, con la ayuda de la Armada de los Estados Unidos, la Fuerza Aérea de los Estados Unidos y la Guardia Nacional Aérea. Los investigadores recuperaron escombros y un bote salvavidas dañado, y detectaron (pero no pudieron recuperar) un cuerpo no identificable. El Faro fue declarado hundido el 5 de octubre. La búsqueda se canceló al atardecer del 7 de octubre, momento en el que más de 183.000 millas cuadradas (630.000 km² ; 242.000 millas cuadradas) habían sido cubiertas por aviones y barcos. 
La Armada envió al USNS Apache para realizar una búsqueda submarina de El Faro el 19 de octubre de 2015. El Apache identificó los restos el 31 de octubre "consistentes con el buque de carga [El Faro]... en posición vertical y en una sola pieza". Al día siguiente, 1 de noviembre, la Armada anunció que un sumergible había devuelto imágenes que identificaban el pecio como El Faro.